# Savang vatthanai
Savang vatthanai är en skalbaggsart som beskrevs av Stefan von Breuning 1963. Savang vatthanai ingår i släktet Savang och familjen långhorningar.
Artens utbredningsområde är Laos. Inga underarter finns listade i Catalogue of Life.